# Федотченко Ігор Сергійович
І́гор Сергі́йович Федо́тченко — капітан Збройних сил України.

## Бойовий шлях
Командир танка, брав участь у боях за Слов'янськ, Ямпіль, Краматорськ. 12 червня 2014-го танк знищив до 20 терористів, зазнав 12 влучань з РПГ, запалав. Екіпаж, діючи професійно, не залишав бойову машину, відзначився механік-водій Журавльов Є. В. Танк вийшов з-під обстрілу, не втративши нікого з екіпажу, й водночас витримав ще до 8 влучань. З 27 червня 2014-го екіпаж — лейтенант Гусаревич Іван Володимирович, Ігор Федотченко, навідник солдат Зівертс Артем Володимирович, механік-водій солдат Журавльов Євген Володимирович — після відновлення танка, знову на бойових позиціях.
Восени 2015 року вступив на 1-й курс Харківського політехнічного інституту, факультет військової підготовки.

## Нагороди
За особисту мужність і високий професіоналізм, виявлені у захисті державного суверенітету та територіальної цілісності України, вірність військовій присязі, відзначений — нагороджений
- орденом «За мужність» III ступеня (3.7.2015).